# متامورفوسی
شهر متامورفوسی در استان آتیک در کشور یونان واقع شده است که دارای جمعیت ۲۹٬۹۸۰  نفر می‌باشد.